# Denise Bellon
Denise Bellon (París, Francia, 20 de septiembre de 1902-París, 31 de octubre de 1999) fue una fotógrafa francesa que fotografió la primera exposición surrealista de la Historia en el año 1938.

## Biografía
En el año 1938 fotografió la primera exposición surrealista de la Historia, desconociendo entonces que sus imágenes serían el único documento sobre este hecho histórico de la vanguardia y el arte del siglo XX. Captó la obra de Salvador Dalí y retrató a Marcel Duchamp y a Simone de Beauvoir, entre otras personalidades.
Formó parte del movimiento fotográfico denominado Nouvelle Vision desarrollado entre 1920 y 1940 en Francia. En su trayectoria aparecen tres corrientes fotográficas: el surrealismo, la fotografía humanista y el documentalismo.
Son importantes sus aportaciones de fotografía de viajes por medio de la agencia Alliance-Photo, que se creó en 1934, en plena época de nacimiento del reportaje gracias a la aparición de las cámaras ligeras y portátiles. Realizó reportajes fotográficos de carácter antropológico y social.
Vivió en el País Vasco francés, donde nacieron sus hijas Yannick Bellon (cineasta), y Loleh Bellon (actriz dramática).

## Obra
Su obra se encuentra en numerosas instituciones artísticas y museísticas como el Centro Pompidou de París (Francia). En España, por ejemplo, en el Museo de Arte Contemporáneo Helga de Alvear de Cáceres y en el Museo Reina Sofía.

## Premios y reconocimientos
- En 2001 se estrenó una película documental sobre su obra (Recuerdos del porvenir), dirigida por su hija Yannick Bellon y Chris Marker.[13]